# Белавин, Фёдор Семёнович
Фёдор Семёнович Бела́вин (1855—1925) — русский военный деятель, полковник (1910), участник Первой мировой войны.

## Биография
В 1885 году после окончания Псковского Сергиевского реального училища вступил в службу. В 1887 году после окончания Владимирского военного училища произведён подпоручики и выпущен в Петрозаводский кадровый пехотный батальон. В 1891 году произведён в поручики, в 1894 году штабс-капитаны, в 1900 году в капитаны, в 1906 году в подполковники. В 1910 году полковник Кронштадтского 199-го пехотного полка.
С 1914 года участник Первой мировой войны, штаб-офицер Кронштадтского 199-го пехотного полка. С 1916 года командир 499-го Ольвиопольского пехотного полка. Высочайшим приказом от 28 июля 1915 года за храбрость награждён Георгиевским оружием :
За то, что в боях 21 — 22-го января 1915 года, находясь во главе своего батальона, ночной атакой овладел укрепленной германской позицией, у рощи к югу от дд. Лазря и Малый Камион, где и удержался до конца боя
После Октябрьской революции 1917 года остался в России. Умер в 1925 году в Ораниенбауме.

## Награды
- Орден Святого Станислава 3-й степени с мечами и бантом (ВП 01.04.1916)
- Орден Святой Анны 3-й степени с мечами и бантом (ВП 28.05.1916)
- Орден Святого Станислава 2-й степени с мечами (1905; ВП 10.11.1916)
- Орден Святой Анны 2-й степени с мечами и бантом (1910; ВП 12.07.1916)
- Орден Святого Владимира 4-й степени с мечами и бантом (ВП 07.05.1915)
- Георгиевское оружие (ВП 28.07.1915)
- Орден Святого Владимира 3-й степени с мечами (ВП 30.08.1916)